# 大同集宁战役
大同集宁战役是中国第二次国共内战中的一场战役。1946年7月至9月间，聂荣臻和贺龙指挥晋察冀军区和晋绥军区部队，为最后扫清晋北阎锡山势力侵略雁北地区，使晋绥、晋察冀两解放区联成一片，决心拔除大同孤立据点，发动了围攻大同战役。9月上旬绥远国军傅作义部倾巢出援，在集宁城与聂贺野战军决战，八路军失利，遂放弃集宁，撤围大同，还直接造成边区中心张家口失守。

## 背景
八路军成立大同前线指挥部，司令员张宗逊（晋绥军区副司令员），政治委员罗瑞卿（晋察冀野战军副政治委员），统一指挥晋绥、晋察冀两军区主力及地方部队共计30个团之兵力，遂行攻占大同之战役任务。晋绥军区第三五八旅、晋察冀军区第三纵队第七旅、第八旅，第四纵队第十旅及教导旅共五个旅及左云、大同县大队，阳高游击支队、怀仁游击支队、晋绥独立第二旅第二十一团等地方部队，山野炮10余门、迫击炮30余门首先攻歼大同外围应县、怀仁、口泉等地之国军，尔后以半个月至20天左右时间攻克大同城。在集宁及其以西地区、新堂、凉城等地，晋绥军区独立第一旅、独立第三旅、骑兵旅与晋察冀军区第二纵队第四旅共计4个旅及地方部队一部执行阻援任务。
大同城防由第二战区北区作战军总指挥楚溪春负责，共计23825人，部署为：
- 大同城南郊：暂编三十八师（师长韩步洲，由省防第五军军长改任）主力第三团（团长张佐汉，由原省防第五军第十四师师长改任）、第二团一部及师直属队防守飞机场、北岳庙（南大庙）、七里村、水泉湾、周家店、瓦窑村及南关各据点一线
- 大同城东郊：暂编三十八师下属之第一团一部、第十专署保警大队及浑源、广灵、阳高、大同四县之自卫队防守曹夫楼、曹夫庙、齐家坡、沙岭等据点；
- 大同城西郊：暂编三十八师运输连、卫生队及保安第二团（原矿警师）防守原伪警察学校、马军营两据点；
- 大同城北郊：由总部直属队、马占山之东北挺进军新编骑五师、新编骑六师及国民革命军陸軍第四十三军之通信营防守御河铁桥、水塔、酒精厂、面粉公司、车站、白马城、卧虎湾、操场城等据点；
- 大同城防及东关：暂编第三十八师第一团（副师长兼团长田尚志，原为骑四师师长）
- 机动兵力：部署于城中，包括保安总队（队长安钦，原为省防军第五军第十五师师长）、交警大队、坦克车队及暂编第三十二师第二团（团长王元龄，原省防第五军第十三师师长）一部。

## 战斗经过
7月20日晋察冀野战军攻击应县县城，揭开了战役序幕，四次攻城未克。
1946年7月24日，聂荣臻致电中共中央军委：“如对大同城、平汉路、正太路同时动作，则不可能集中兵力，故建议：第一步先攻取大同……第二步待大同攻下后，杨得志、苏振华纵队……与杨成武纵队及陈正湘纵队同时挺进平汉路。第三步再向正太路进攻。”7月25日，中共中央军委复电：“同意先取大同，再取平汉，再取正太，望即部署兵力，夺取应县、怀仁及大同。”
7月31日起，发起大同外围作战。截止8月4日共歼灭守军2000余人，剩余守军退守城关及城郊各防御据点。由于八路军攻城兵力火器不集中，部队缺乏攻坚经验，遂致其进展缓慢，与守军陷入拉锯之中。8月10日，蒋介石为促使时任第十二战区司令长官傅作义增援大同，将原属第二战区司令长官阎锡山辖下的大同划归第十二战区。
- 城东方向：8月14日起，晋察冀教导旅连续十余次进攻沙岭守军未能奏效，8月18日邱蔚之晋察冀第四纵第十旅增援进攻亦受挫，8月23日夜，八路军军用坑道作业迫近将新换防之敌暂编三十八师二团二营彻底围困；8月26日韩步洲命令王元令率该团第一营前往援救二营，韩亲率特务连及山炮两门掩护前进，当日下午抵达沙岭附近，被击退；被围之二营营长王仲德率部欲猛攻突围被全歼。8月30日，邱蔚旅二十八团以工事接近摧毁碉堡之战术历时12天最终攻克曹夫楼。9月1日，解放军城东部队渡过御河，向东关进击。
- 城南方向：晋察冀军区三纵八旅与刘苏部攻占智家堡、七里村、水泉湾，并占领飞机场一隅。在攻击飞机场的作战中，刘苏部第十二团伤亡严重。8月16日，八路军控制飞机场。8月16日当晚，集中炮火摧毁南庙阵地，与暂编三十八师第一团第三营展开激战，至8月23日仍未能攻克南庙，8月25日，韩步洲亲率机动部队出击解围未成，守军一团三营营长方心谦阵亡。8月28日楚溪春亲自指挥暂编三十八师、保安总队、交警第三大队（朱赓飏，原驻包头，空运至大同增援）主力在飞机、战车的配合下分三路向南庙八路军展开猛攻。8月30日，南庙守军之二营弹尽粮绝，营长李淮川组织突围就歼。9月6日，八路军攻克瓦窑村、兴国寺，至此，南关外围据点全部肃清。
- 城西方向：8月30日攻占警察学校，9月4日攻入西关车站，肃清了城西门敌军。

至9月7日，全部肃清大同城廓外围及城郊据点。大同危急。
9月3日，傅作义集中第三十五军全军、暂编第三军两个师及四个骑兵纵队共计32,000人，以平绥路为轴线，经由南、中、北三路进攻集宁。八路军大同前线指挥部决心首先消灭傅部增援部队，之后转移兵力回攻大同，遂调晋绥第三五八旅北上集宁参加阻援作战。9月5日傅军陷卓资山，八路军再度增调晋察冀野战军第四纵队1个旅、第一纵队2个旅与晋绥第三五八旅分别集结在丰镇、麦胡图地区。至此，集宁方向八路军兵力已增至25个团。9月9日傅军进至集宁近郊。9月10日傅军暂编第十一师、第十七师并新编第三十一师在国民党空军的配合下向集宁西、北两方向发起攻击，先后攻占解放军卧龙山、南营房等处阵地，迫近集宁城垣。9月11日下午八路军反攻，歼灭傅部暂编第十一师大部、第十七师一部共5000余人，将新编第三十一师、暂编第十七师大部及暂编第十一师残部压缩至集宁西南之卧龙山阵地。八路军随后未对此阵地发起新攻势，转而西进，试图攻歼来援傅部之第一〇一师等部，均未奏效。傅部卧龙山阵地各部转守为攻，于9月12日在空军配合下傅军主攻部队全线进攻集宁城，一个团的兵力首先从东南角突破，进入城内与绥蒙军区部队展开巷战。八路军鉴于处境不利，于9月13日晚12时撤离集宁，停止再攻大同。9月14日撤围大同。野战军主力转移另地休整待命。大同集宁战役结束。
大同战役同时，关南地区指挥官于镇河指挥忻县战斗。

## 战后影响
此战役切断了大同与太原之间的联系，控制了北起怀仁，南至太原北面大孟镇之间的公路与铁路干线，攻歼国民革命军第三十三军下属暂编第三十八师2个团、第十九军第四十师1个团、第六十八师2个团、第四十三军第三十九师1个团共计6个团8100余人。
40年后，聂荣臻在回忆录（由魏巍等人执笔撰写）中承认国共内战打响后先打大同是个错误：“从实践的结果来看，发起大同战役，有考虑不当之处。因为大同敌人的兵力虽不雄厚，而城防设施是颇为坚固的。当时，我军既没有重武器配备，又缺乏攻坚战经验，哪里有把握攻下大同”。罗瑞卿后来回忆：“大同战役，实际上是一次败仗，这是起了战略性的影响的。主要的还不是影响了张家口的过早失守，主要的是影响了晋察冀地区在大半年时间内，在对敌作战中都处于被动地位。这是一次战役方针不对，在执行战役时又无明确计划（如究竟重点是攻城还是打援？是没有明确预见的。先着重打城，而后又被迫打援）以及轻敌不慎重初战，不集中兵力等完全违反毛泽东军事思想的一相当典型的战例！”
此战役，大同守将楚溪春以一个步兵师阻挡10倍于己的兵力45天。阎锡山之山西省参议会、省工会、商会、妇会等二十九个团体联名致电蒋介石与北平行營主任李宗仁、行政院院长宋子文、善后救济总署负责人蒋廷黻、国民参政会、山西旅京同乡会、国大代表联谊会等个人与单位要求救济慰问大同守军与民众，同时在大同成立“善后救济会议”，以山西革命同志会大同基干小组负责人庞善守、陈国兴、樊祖邦等三人为首，以雁北地区人民之名义于北平、南京、上海、太原等地奔走呼吁救济款项。阎锡山指定以杨爱源为首，梁化之、孟际丰、省参议会议长王怀明、中國國民黨山西省党部主任委员韩振声等人组成“慰劳大同守军筹委会”，明确各方慰劳款物同意由此委员会接收分配使用。行政院善后救济总署晋绥救济分署一次性拨付法币一亿四千万元，另拨出盘尼西林等西药一吨、面粉两万九千袋，旧衣服两千余包。蒋介石以法币一千万元犒赏大同守城官兵。阎锡山、傅作义各犒赏法币五百万元。太原市捐献慰劳金法币两千一百万元。9月25日，阎锡山于太原城海子边召开“庆祝大同战斗胜利大会”，由第二战区副司令长官杨爱源主持，中國國民黨山西省党部委员胡作砺代表省党部、晋冀区特别党部、三青团山西省团支部、民众进步总社提出临时动议：“保卫太原自愿进行献碉运动”，与会成员当即捐献可筑十七个碉的款项，会后又成立筑碉管理委员会。
八路军在大同作战失利，导致中國共產黨控制下的华北区中心城市张家口处于危境。9月下旬，国军36集团军乘八路軍主力在大同之际，进攻张家口。国军采取奇袭，自长城北侧荒芜地带以骑兵突然进攻兴和、尚义，解放军仅有一个连守张家口，猝不及防。
10月初，应马歇尔要求，国民政府下达第三次停战令，但停战令期限刚过，10月11日国军占领了张家口（張家口戰役）。此事引起国共谈判趋向破裂。张家口被占领是中國共產黨遭遇的重大挫折，重庆《新华日报》以及民盟报纸中大量报道国军占领张家口，追究其破坏和平的责任。而此时国民政府单方面召集国民大会又遭到中國共產黨坚决反对。正在斡旋国共冲突的的民主人士梁漱溟看到政府攻占张家口的报纸后称“一觉醒来，和平已经死去。”